# Rottmersleben
Rottmersleben è una frazione (Ortsteil) del comune tedesco di Hohe Börde, situato nel circondario di Börde, nel land della Sassonia-Anhalt.
Fino al 30 agosto 2010 Rottmersleben era un comune autonomo, dal 1º settembre è stato incorporato al comune di Hohe Börde.